# Alice Through the Looking Glass
Alice Through the Looking Glass és una pel·lícula d'aventures i fantasia britanico-estatunidenca de 2016, dirigida per James Bobin, escrita per Linda Woolverton i produïda per Tim Burton, Joe Roth, Suzanne Todd i Jennifer Todd. Està basada en els personatges creats per Lewis Carroll i és la seqüela de la pel·lícula de 2010 Alice in Wonderland. La cinta és protagonitzada per Johnny Depp, Anne Hathaway, Mia Wasikowska, Matt Lucas, Rhys Ifans, Helena Bonham Carter i Sacha Baron Cohen, a més de comptar amb les veus de Stephen Fry, Michael Sheen, Timothy Spall i Alan Rickman, en la que va ser la seva última pel·lícula.

## Repartiment
- Mia Wasikowska - Alice Kingsleigh[2]
- Johnny Depp - Tarrant Hightopp, el Mad Hatter.[2]
  - Louis Ashbourne Serkis - Tarrant Hightopp petit[3]
- Helena Bonham Carter - Iracebeth of Crims, Red Queen[2]
  - Leilah de Meza - Iracebeth petita[4]
- Anne Hathaway - Mirana of Marmoreal, White Queen.[2]
  - Amelia Crouch - Mirana petita[5]
- Sacha Baron Cohen - Time[2]
- Rhys Ifans - Zanik Hightopp[2]
- Matt Lucas - Tweedledum and Tweedledee[2]
- Lindsay Duncan - Helen Kingsleigh
- Leo Bill - Hamish Ascot
- Geraldine James - Lady Ascot
- Joanna Bobin - Alexandra
- Andrew Scott - Dr. Addison Bennett[6]
- Ed Speleers - James Harcourt[2]
- Richard Armitage - King Oleron
- Hattie Morahan - Queen Elsemere
- Simone Kirby - Tyva Hightopp
- Hawkes - Bim Hightopp
- Siobhan Redmond - Bumalic Hightopp
- Frederick Warder - Poomally Hightopp
- Eve Hedderwick Turner - Baloo Hightopp
- Tom Godwin - Pimlick Hightopp

### Veus
- Alan Rickman - Absolem[2]
- Stephen Fry - Cheshire[2]
- Michael Sheen - Nivens McTwisp[2]
- Timothy Spall - Bayard[2]
  - Kyle Hebert - Bayard petit[7]
- Barbara Windsor - Mallymkun[2]
- Matt Vogel - Wilkins[8]
- Paul Whitehouse - Thackery Earwicket[2]
- Wally Wingert - Humpty Dumpty[9]
- Meera Syal - Nobody
- Edward Petherbridge - Gentleman Fish
- Owain Rhys Davies - Delivery Frog
- Paul Hunter - White Chess King